# Petr Pan (film, 2003)
Petr Pan, anglicky Peter Pan, je americko-britský dobrodružný fantasy film z roku 2003, natočený podle divadelní hry a knihy Petr a Wendy, kterou napsal skotský spisovatel James Matthew Barrie. Režii snímku provedl australský režisér J. P. Hogan podle scénáře Stephena Coxe.
Hlavními postavami snímku jsou Petr Pan a londýnská dívka Wendy Darlingová, kteří bojují s pirátským kapitánem Jamesem Hookem ve fiktivní Zemi Nezemi. Společně s oběma Wendinými bratry a ztracenými hochy musí zvládnout i další nebezpečí, setkání s lidožravým krokodýlem a nevypočitelně nebezpečnými mořskými pannami.

## Hrají
- Jeremy Sumpter jako Peter Pan
- Rachel Hurd-Wood jako Wendy Darling, londýnská dívka
- Jason Isaacs jako George Darling (otec) a kapitán Hook (dvojrole)
- Lynn Redgrave jako teta Millicent
- Richard Briers jako pirát Smee, pravá ruka kapitána Hooka
- Olivia Williamsová jako Mary Darling, maminka Wendy, Johna a Miachaela
- Harry Newell jako John Darling, Wendin mladší bratr
- Freddie Popplewell jako Michael Darling, Wendin mladší bratr
- Ludivine Sagnier jako Zvoněnka, létající víla
- Rebel jako Nana – pes-bernardýn Darlingovy rodiny
- Carsen Gray jako Tiger Lily, indiánská princezna ze Země Nezemě
- Saffron Burrowsová jako vypravěčka (původně mělo jít o postavu dospělé Wendy, která příběh vypráví)